# Sarascelis kilimandjari
Sarascelis kilimandjari là một loài nhện trong họ Palpimanidae. Loài này được phát hiện ở Tanzania.